# Souris City (jeu vidéo)
 (octobre 2015).
Si vous disposez d'ouvrages ou d'articles de référence ou si vous connaissez des sites web de qualité traitant du thème abordé ici, merci de compléter l'article en donnant les références utiles à sa vérifiabilité et en les liant à la section « Notes et références ».
Pour le film d'animation de 2006 dont est inspiré ce jeu vidéo, voir Souris City.
Souris City est un jeu vidéo d'action-aventure développé par Monkey Bar Games et édité par D3 Publisher en novembre  2006 sur GameCube et PlayStation 2. Parallèlement, Art Co. a développé une autre version sur Nintendo DS et Altron sur Game Boy Advance.
Il s'agit d'un produit dérivé du film Souris City en jeu vidéo. La plupart des versions ont reçu des critiques négatives.

## Histoire
Rejoignez Roddy et Rita dans leur lutte pour sauver la métropole souterraine des plans néfastes du malfaisant Crapaud dans Souris City. Ce jeu de plates-formes vous permet de retrouver l'univers du long métrage et de participer à une multitude de mini-jeux. Rencontrez des personnages créés spécialement pour le titre ou servez-vous de ceux existants pour utiliser leurs capacités spéciales.

## Accueil
- Jeuxvideo.com : 9/20 (PS2/GC)[1] - 9/20 (GBA)[2] - 8/20 (DS)[3]